# Hutton Bonville
Pour les articles homonymes, voir Bonville.
Hutton Bonville est un village et une paroisse civile du Yorkshire du Nord, en Angleterre, avec moins de 100 habitants.